# Berndt Katter
Berndt Katter (n. 15 octombrie 1932, Esbo, Finlanda – d. 20 iulie 2014, Åbo, Finlanda) a fost un jucător de polo pe apă ce a reprezentat Finlanda, medaliat olimpic. A participat la 2 ediții ale Jocurilor Olimpice (1956, 1960) în care a câștigat o medalie de bronz.